# Ňárad
Ňárad es un municipio situado en el distrito de Dunajská Streda, en la región de Trnava, Eslovaquia. Tiene una población estimada, en junio de 2023, de 645 habitantes.
Está ubicado al sur de la región, cerca de los ríos Danubio y Váh, y de la frontera con Hungría y la región de Bratislava.

## Demografía
| Año        | 1994 | 2004    | 2014    | 2024    |
| ---------- | ---- | ------- | ------- | ------- |
| Población  | 584  | 628     | 631     | 645     |
| Diferencia |      | +7,53 % | +0,47 % | +2,21 % |

| Año        | 2023 | 2024    |
| ---------- | ---- | ------- |
| Población  | 643  | 645     |
| Diferencia |      | +0,31 % |